# NGC 2883
NGC 2883 este o galaxie situată în constelația Busola. A fost descoperită în 7 aprilie 1837 de către John Herschel.